# Макала (фильм)
Макала (фр. Makala) — французский документальный фильм 2017 года, поставленный режиссёром Эммануэлем Гра. Фильм участвовал в секции Международная неделя критики на 70-м Каннском международном кинофестивале (2017) и получил Гран-при Недели критики.

## Сюжет
У молодого крестьянина с Конго есть мечта о лучшей жизни для своих близких. Для того, чтобы он торговал плодами своего труда, должен быть вынужден прокладывать себе путь. Дорога крестьянина будет опасной, но его усилия будут ценнее — и тем выше плата за мечту.